# 강원특별자치도강릉교육지원청
강원특별자치도강릉교육지원청(江原特別自治道江陵敎育支援廳, Gangneung Office of Education)은 대한민국 강원특별자치도 강릉시의 교육 사무를 관장하기 위해 강원특별자치도교육청 산하에 설치된 교육지원청이다.
교육장은 장학관으로 보한다.

## 산하기관

### 초등학교
| - 강동초등학교 - 강릉초등학교 - 경포대초등학교 - 경포초등학교 - 교동초등학교 - 구정초등학교 - 금광초등학교 - 남강초등학교 - 남산초등학교 | - 노암초등학교 - 동명초등학교 - 명주초등학교 - 모산초등학교 - 사천초등학교 - 성덕초등학교 - 성산초등학교 - 송양초등학교 - 숲실초등학교 | - 신영초등학교 - 신왕초등학교 - 연곡초등학교 - 영동초등학교 - 옥계초등학교 - 금진분교 - 옥천초등학교 - 운산분교 - 왕산초등학교 - 운양초등학교 | - 유천초등학교 - 율곡초등학교 - 정동초등학교 - 주문진초등학교 - 삼덕분교 - 주영초등학교 - 중앙초등학교 - 초당초등학교 - 포남초등학교 - 한솔초등학교 |

### 중학교
| - 강릉중학교 - 하슬라중학교 - 해람중학교 | - 경포중학교 - 관동중학교 - 동명중학교 | - 사천중학교 - 솔올중학교 - 옥계중학교 | - 왕산중학교 - 율곡중학교 - 주문진중학교 |